# Jasminocereus thouarsii
Jasminocereus thouarsii là một loài thực vật có hoa trong họ Cactaceae. Loài này được (F.A.C. Weber) Backeb. mô tả khoa học đầu tiên năm 1959.

## Hình ảnh

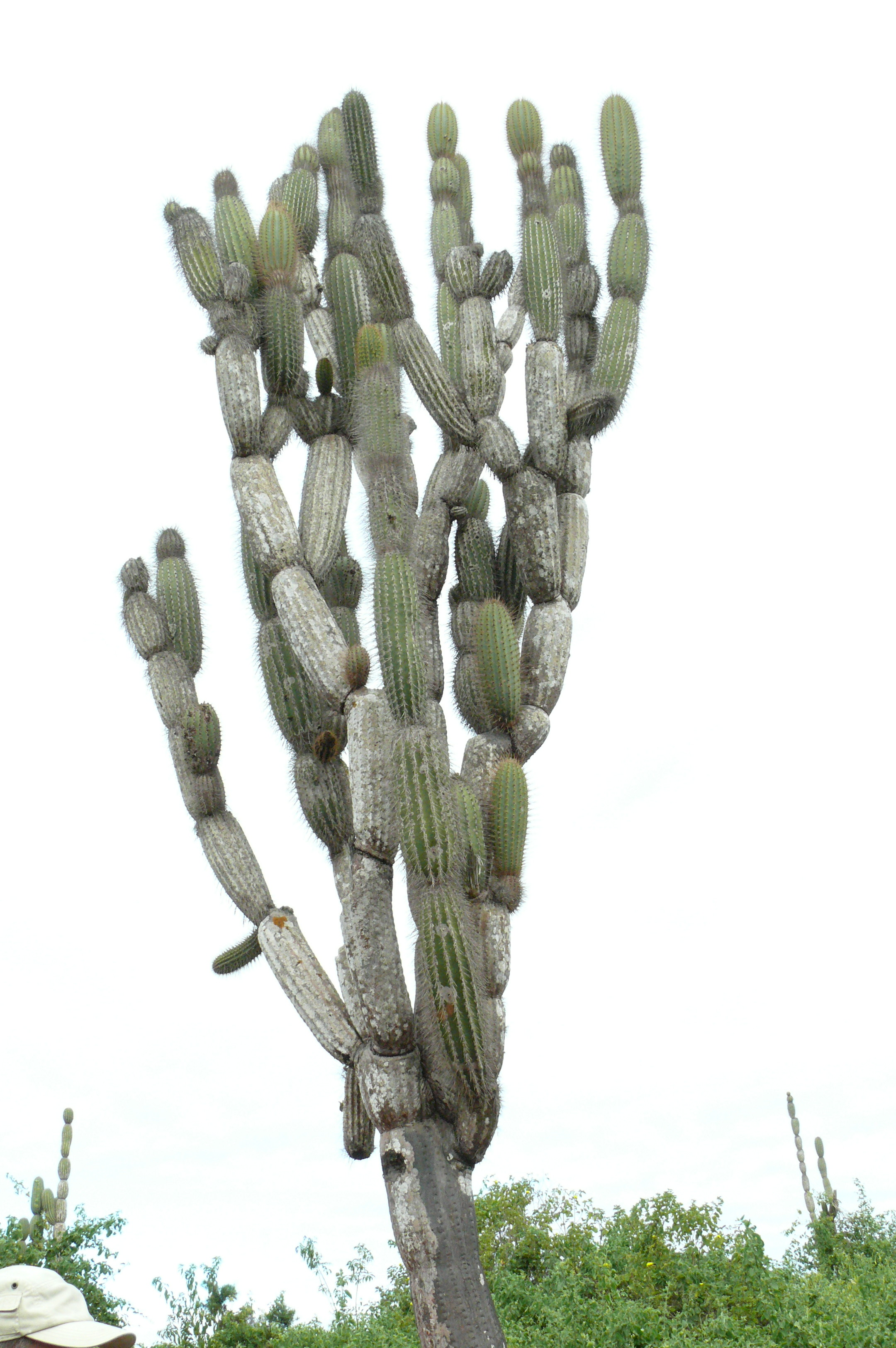
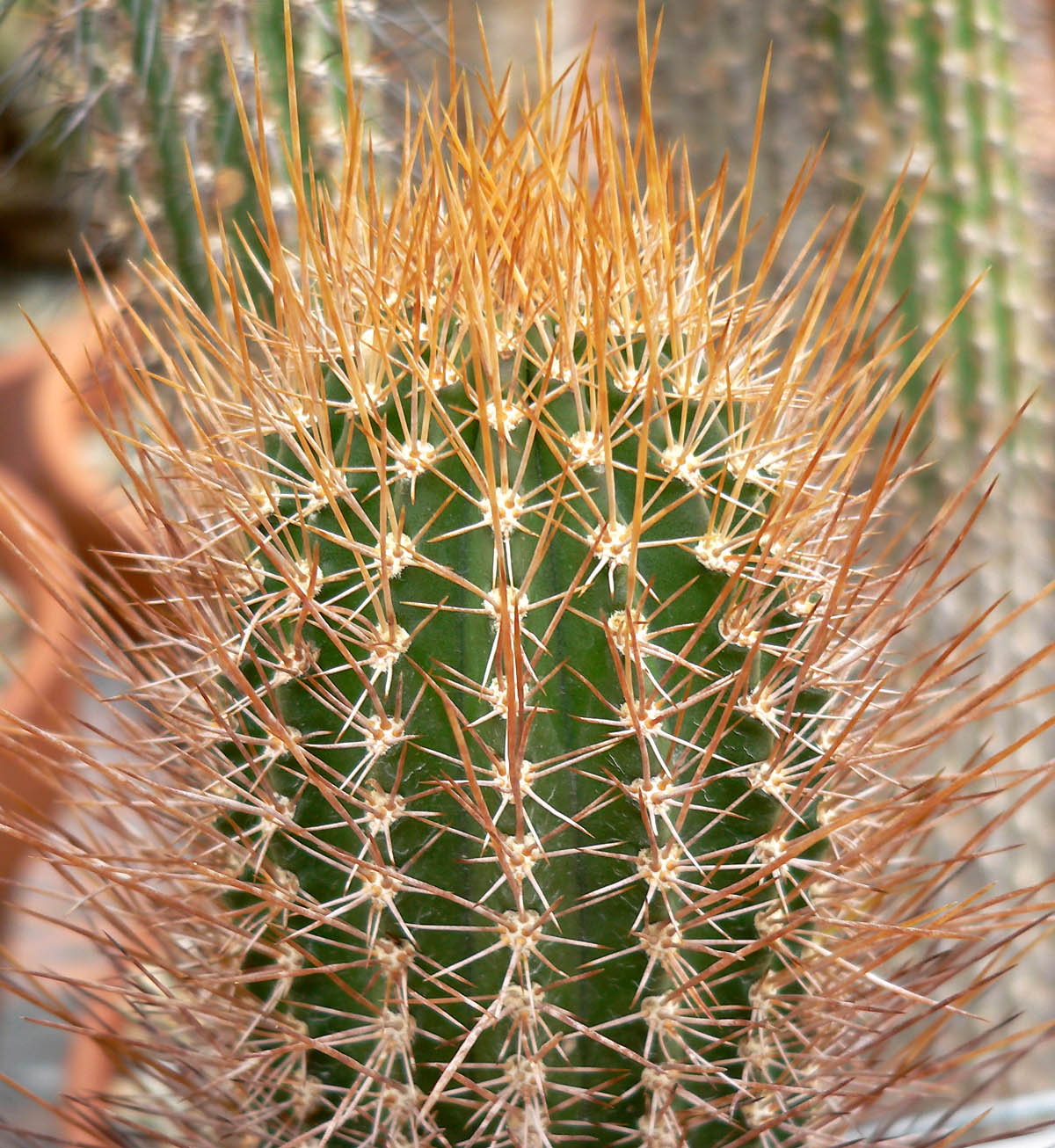
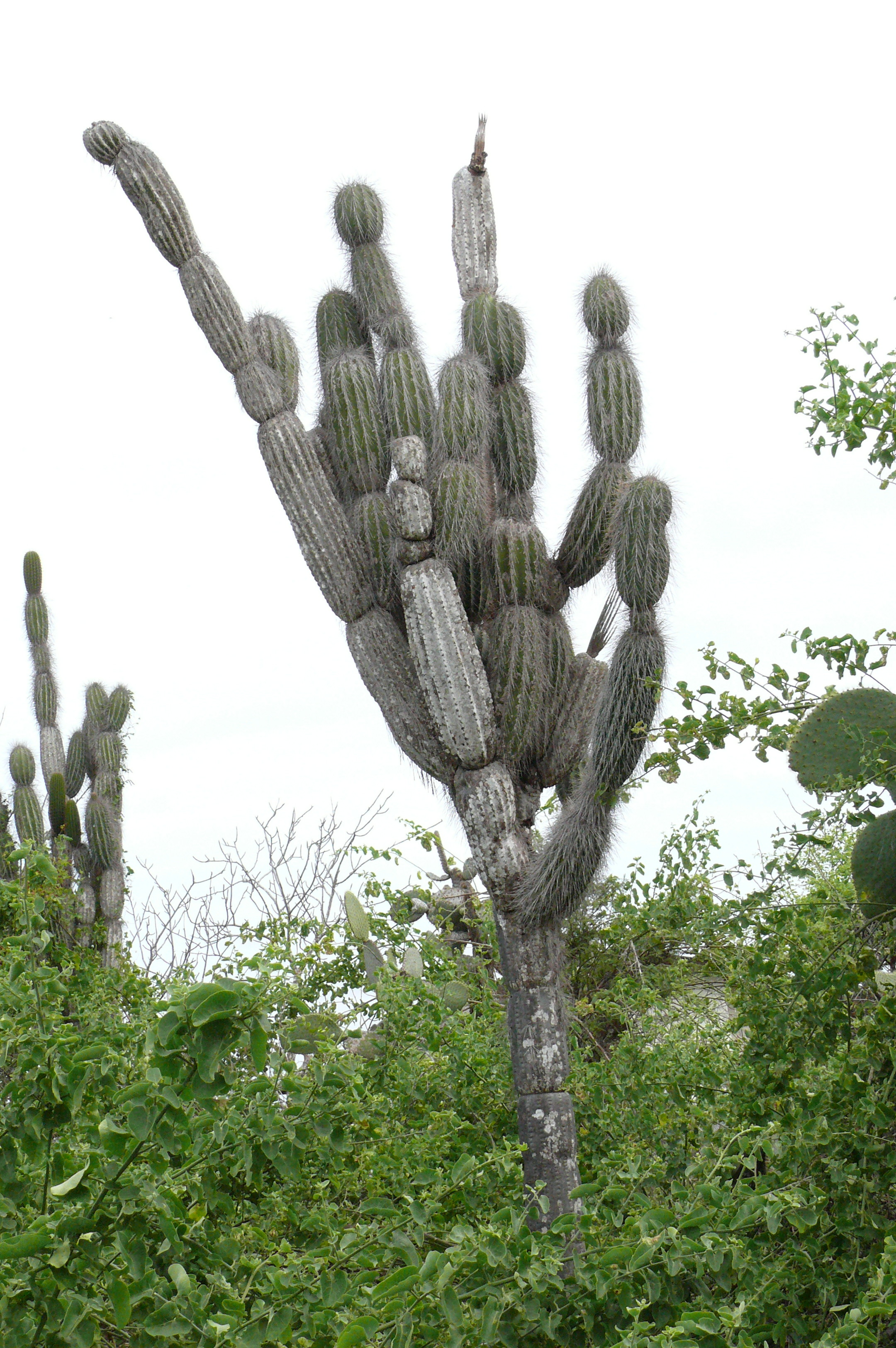